# Ziya Gökalp
Ziya Gökalp (Diyarbakır, 23 de marzo de 1875-Estambul, 25 de octubre de 1924) fue un sociólogo, escritor, poeta y político turco. Tras la Revolución de los Jóvenes Turcos de 1908, que restableció el constitucionalismo en el Imperio Otomano, adoptó el seudónimo de Gökalp («héroe celestial»), que conservó el resto de su vida. Como sociólogo, Ziya Gökalp influyó en la negación del islamismo, el panislamismo y el otomanismo como identificadores ideológicos, culturales y sociológicos. En una publicación de 1936, el sociólogo Niyazi Berkes describió a Gökalp como «el verdadero fundador de la sociología turca, ya que no fue un mero traductor o intérprete de la sociología extranjera».
La obra de Gökalp influyó especialmente en la configuración de las reformas de Mustafa Kemal Atatürk; su influencia ocupó un lugar destacado en el desarrollo del kemalismo, y su legado en la moderna República de Turquía. Influenciado por el pensamiento europeo contemporáneo, en particular por la visión sociológica de Émile Durkheim, Gökalp rechazó tanto el otomanismo como el islamismo en favor del nacionalismo turco. Abogó por una turquificación del Imperio Otomano, mediante la promoción de la lengua turca y la cultura a toda la ciudadanía otomana. Consideraba que griegos, armenios y judíos eran un cuerpo extraño en el estado nacional turco. Su pensamiento, que popularizó el panturquismo y el turanismo, ha sido descrito como un «culto al nacionalismo y la modernización. Sus ideales nacionalistas propugnaban la desidentificación con los vecinos árabes de la Turquía otomana y abogaban por una identidad supernacional turca (o panturca) con «una orientación territorial hacia el noreste de los pueblos túrquicos.

## Biografía
Ziya nació en Diyarbakır (Imperio Otomano) el 23 de marzo de 1876, hijo de Muhammad Tefvik Bey y Zeliha Hanım. Era el segundo hijo de la familia. Él, concretamente su familia materna, era de origen kurdo según algunas fuentes. Ziya describió a su familia paterna como turcomanos sirios. Su padre era burócrata otomano y responsable de la publicación del Salname de Diyarbakır.  Mantenía una estrecha relación con su tío, a quien le habría gustado que Ziya se casara con su hija. Su tío era religioso y se oponía a las relaciones de Ziya con Abdullah Cevdet, que era ateo. Diyarbakır era una «frontera cultural», que había sido gobernada por árabes y persas hasta el siglo XVI, y presentaba «tradiciones nacionales conflictivas» entre las poblaciones locales de turcos, kurdos y armenios. A menudo se ha sugerido que este entorno cultural influyó en su sentido de la identidad nacional; más adelante en su vida, cuando sus detractores políticos sugirieron que era de extracción kurda, Gökalp respondió que, aunque estaba seguro de patrilineal. herencia racial turca, esto era insignificante: «Aprendí en mis estudios de sociología que la nacionalidad se basa únicamente en la educación».
Gökalp intentó suicidarse a principios de 1895 tras una crisis existencial provocada por su descubrimiento del materialismo. Cevdet, que era médico, lo rescató, lo que lamentaría más tarde, ya que Gökalp se convirtió en un ideólogo turquista. Tras cursar estudios primarios y secundarios en Diyarbakır, se instaló en Estambul, en 1895.  Allí, asistió a la escuela de veterinaria y se involucró en la política nacionalista revolucionaria clandestina por la que estuvo diez meses en prisión. En este periodo entabló relaciones con muchas figuras de la clandestinidad revolucionaria, abandonó sus estudios de veterinaria y se convirtió en miembro del grupo revolucionario clandestino, el Sociedad de Unión y Progreso (CUP).

## Trayectoria
Las corrientes revolucionarias de Constantinopla en aquella época eran muy variadas; la impopularidad del régimen de Abdul Hamid II había despertado por entonces diversos sentimientos revolucionarios en Constantinopla. Inauguró la primera oficina del CUP en Diyarbakır en julio de 1908.  En septiembre de 1909 se trasladó a Selanik, donde se convirtió en miembro del Comité Central de la CUP en 1910. Allí cofundó una revista literaria y cultural, Genç Kalemler. Mientras residía en Salónica, Talaat Pasha era a menudo huésped en su casa, donde profundizaban en discusiones políticas. Fue también durante su estancia en Selanik cuando comenzó a utilizar el seudónimo de Gökalp y se determinaría su futuro papel dentro del CUP. En 1912, se trasladó de nuevo a Constantinopla, al igual que el CUP.  Gökalp fue uno de los colaboradores habituales de la revista política İslam Mecmuası de 1914 a 1918y la revista militar Harp Mecmuası entre 1915 y 1918. 
Tras la Primera Guerra Mundial, fue detenido por su participación en el Comité de Unión y Progresoy exiliado en Malta durante dos años entre 1919 y 1921.
Durante su exilio en Malta, siguió escribiendo y consolidando sus ideas y redactó sus Principios del Turquismo, publicados en 1923. Regresó a Turquía en la primavera de 1921, pero no le devolvieron su cátedra en la Universidad de Estambul. Se instaló en Diyarbakır, su ciudad natal, donde enseñó sociología y psicología en una escuela secundaria y en un seminario para maestros. Comenzó a publicar un pequeño boletín semanal, Küçük Mecmua, que poco a poco fue adquiriendo influencia y le valió colaboraciones en los principales diarios de Estambul y Ankara. A finales de 1922, Gökalp fue invitado a dirigir el departamento de publicación y traducción del Ministerio de Educación. Fue elegido miembro de la Gran Asamblea Nacional de Turquía hasta su muerte en 1924, y formó parte del Comité de Educaciónque reformó el sistema escolar, el plan de estudios y los libros de texto siguiendo sus directrices. Hizo hincapié en que la educación impartida debía incluir el turquismo, el modernismo y el islamismo. Además de la cultura y la lengua turcas, abogó por la inclusión de la lengua persa y árabe, el Corán y las matemáticas, la física y algunas lenguas europeas en el plan de estudios. Además, participó en la redacción de la constitución de 1924.
Ziya Gökalp era propietario de tierras que incluían 5 pueblos en el noreste de Diyarbakır.

## Vida personal y muerte
Ziya Gökalp se casó, y su hija recibió el nombre de Hürriyet como referencia a la revolución del Comité de Unión y Progreso en 1908. Murió el 25 de octubre de 1924 en Estambul, donde fue a descansar tras una corta enfermedad en 1924.

## Ideología
La obra de Gökalp, en el contexto de la decadencia del Imperio Otomano, fue decisiva para el desarrollo de la identidad nacional turca, a la que él mismo se refería ya entonces como turquismo. Creía que una nación debe tener una «conciencia compartida» para sobrevivir, que «el individuo se convierte en una personalidad genuina sólo cuando se convierte en un representante genuino de su cultura». Creía que un Estado moderno debe ser homogéneo en términos de cultura, religión e identidad nacional. Esta concepción de la identidad nacional se vio aumentada por su creencia en la primacía de la turquidad, como virtud unificadora. En un artículo de 1911, sugirió que «los turcos son los “superhombres” imaginados por el filósofo alemán Nietzsche».

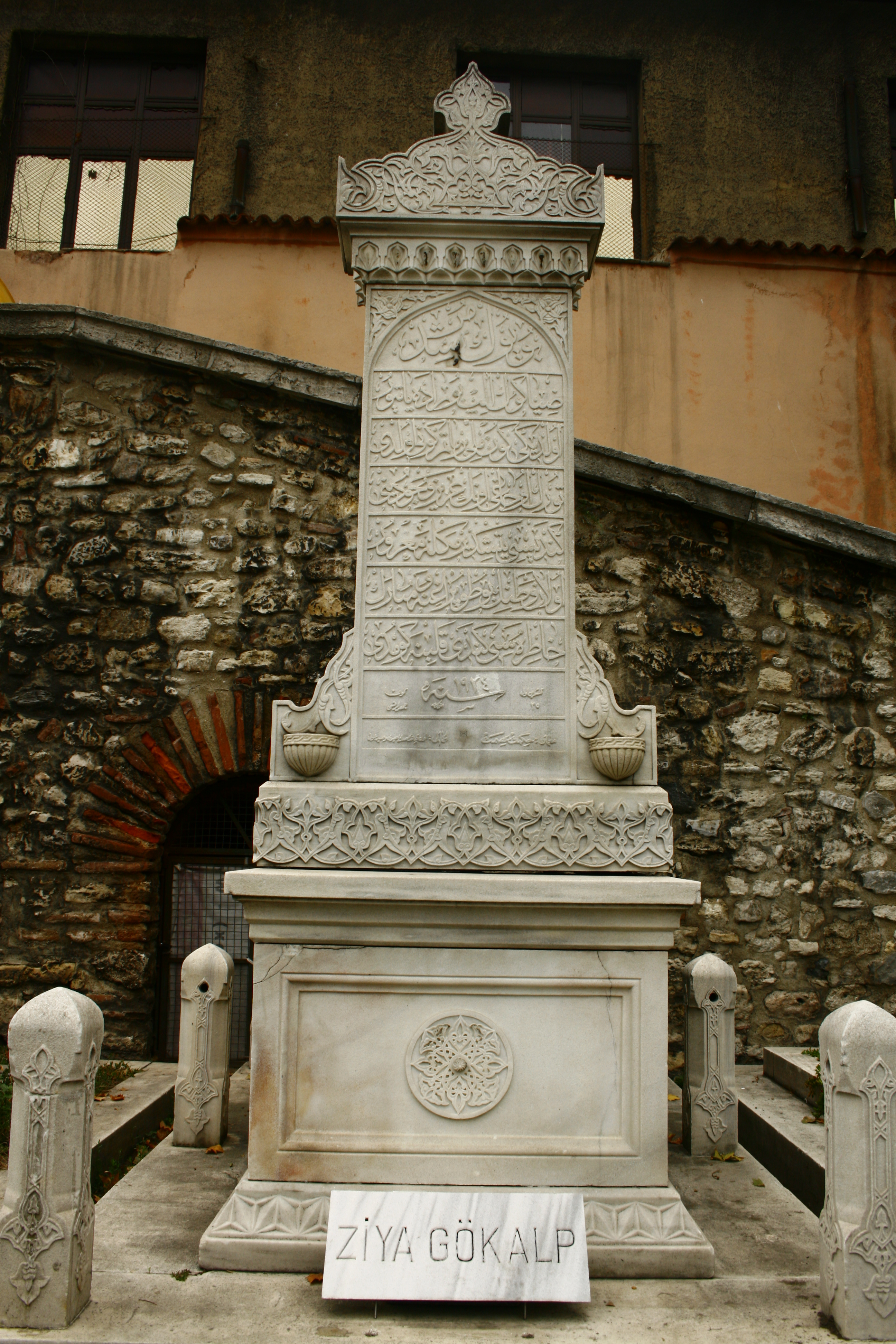
La tumba de Gökalp en Estambul

Su principal obra sociológica se interesaba por diferenciar el Avrupalılık («europeísmo», la imitación de las sociedades occidentales) y el Modernlik («Modernidad», tomar la iniciativa); se interesaba por Japón como modelo en esto, por lo que percibía como haberse modernizado sin abandonar su identidad cultural innata. Gökalp sugería que subordinar la «cultura» (no utilitarismo, altruismo, espíritu público) a la «civilización» (utilitarismo, egoísmo, individualismo) era condenar a un Estado a la decadencia:
Informado por su lectura de Émile Durkheim, Gökalp llegó a la conclusión de que el liberalismo occidental, como sistema social, era inferior al solidarismo, porque el liberalismo fomentaba el individualismo, que a su vez disminuía la integridad del Estado. Durkheim, cuya obra tradujo el propio Gökalp al Turco, percibía la religión como un medio para unificar socialmente a una población, e incluso «la religión como el culto de la sociedad a sí misma». La afirmación de Durkheim de que la vida del grupo era más importante que la del individuo fue un concepto que Gökalp adoptó con facilidad. Gökalp, conocido columnista de prensa y figura política, fue uno de los principales ideólogos del Comité de Unión y Progreso. Su visión de la «nación» y su influencia en el desarrollo del Estado turco moderno han dejado un legado controvertido. Muchos historiadores y sociólogos han sugerido que su tipo de nacionalismo contribuyó al genocidio armenio. Su concepción de la nación era la de una «solidaridad social» que requería «unidad cultural». El «nacionalismo geográfico», en el que todos los que vivían bajo un sistema político eran parte de la nación, era inaceptable para Gökalp, que concebía una nación como lingüística y culturalmente unificada. Por último, el mero hecho de creer que uno era parte de una nación, tampoco era suficiente; uno no puede elegir pertenecer a la nación, en su opinión, ya que la pertenencia a la nación es involuntaria.

## Otras lecturas
- Taha Parla: The social and political thought of Ziya Gökalp : 1876 – 1924. Leiden 1985
- Mihran Dabag: Jungtürkische Visionen und der Völkermord an den Armeniern, in: Dabag / Platt: Genozid und Moderne (Band 1), Opladen 1998. ISBN 3-8100-1822-8
- Katy Schröder: Die Türkei im Schatten des Nationalismus. Hamburg, 2003, ISBN 3-8311-4266-1, S. 50–54
- Alexander Safarian: Ziya Gökalp on National Education, "Iran and the Caucasus", vol.8.2, Brill, Leiden - Boston, 2004, pp. 219–229.